# 不来梅市政厅
不来梅市政厅（德語：Bremer Rathaus），是德国不来梅市的市政厅，是欧洲最重要的磚砌哥特式建筑之一，2004年以其傑出的建築及其對神聖羅馬帝國公民自治發展的見證，它同不来梅罗兰像一起入选联合国教科文组织的世界文化遗产名录。不来梅市政厅建筑现在是不来梅市市长和议会主席的驻地。

## 地理位置
不来梅市政厅位于不来梅老城中心的集市广场上東北側，前方是罗兰像，广场正对面是不来梅商会，广场東南側是不萊梅州議會，其東侧是不来梅大教堂和不来梅议会大楼，靠市政厅北角摆放着格哈德·马尔克斯（Gerhard Marcks）的雕像作品不来梅的城市乐手，雕塑的创意来自同名的童话。市政厅北侧是圣母教堂("Kirche Unser Lieben Frauen" or short "Liebfrauenkirche")。

## 历史
不來梅最初的市政廳位於聖母教堂、「高街」和 「豬街」之間的街區南端。 自 1251 年以來，它多次被稱為“議員之家”。橫跨豬街「Sögestrasse」  的拱門和石匠的修復表明這是一座石頭建築，在此年代應是羅馬式風格。
1400年左右，當不來梅的發展鼎盛時，規劃建造了新的市政廳。這個地點和設計展示了相對大主教，市政廳的地位。現在主要是市政廳，而不是大教堂和大主教宮殿，主導一個世紀前竣工的不來梅市場廣場。市政廳的上廳和下廳都比主教宮殿的大廳長幾英寸，寬幾英寸。與主教宮殿一樣，入口位於兩側，而不是面向廣場。 不萊梅市政廳酒窖就在這些大廳底下。
哥德式風格的市政廳裝飾有16座大型雕塑，分別是皇帝和選帝侯，展示了不來梅作為帝國城市的地位，還有四位古代哲學家。同時，加固設有兩條圍牆走道，一條在面向集市廣場的長廊上方，另一條則圍繞四坡屋頂。四座小塔帶樓梯連接上層大廳通往屋頂步道。在最初的幾個世紀裡，面向市場廣場的地面層長廊並不是商人的遮蔽所，它是用於審訊訴訟。
15世纪初不来梅加入漢薩同盟后，哥特式的老市政厅始建于1405年至1408年，用于城市议会。不来梅市政厅前的罗兰像建造于1404年，高5.5米，它所表现的意思是，国王是城市的建造者，他赐予了城市以权利。
16世纪末至17世纪初的1595年至1612年，不来梅的建筑师吕德·冯·本特海姆（Lüder von Bentheim）对老市政厅进行了重新装修，建造了朝向集市广场的正立面，加入了汉斯·弗雷德曼·德·弗里斯（Hans Vredeman de Vries）、亨德里克·戈尔齐乌斯（Hendrick Goltzius）和雅各布·弗洛里斯（Jacob Floris）等设计师的荷兰文艺复兴的建筑元素。市政厅的正立面是威悉河文艺复兴风格最杰出的代表，具有象征意义的砂石雕塑是中世纪时留下来的印记，这些都使得不来梅市政厅的建筑本身极具艺术价值。需要特别强调的是，不来梅市政厅还反映了16世纪末和17世纪初整个欧洲的发展。
20世纪初的1909年至1913年，慕尼黑建筑师加布里尔·冯·赛德尔（Gabriel von Seidl）在老市政厅旁建造了一座新文艺复兴风格的新市政厅。
德国许多城市的市政厅在第二次世界大战中被不同程度地炸毁，其中的大部分都经历了战后重建和结构改变，但不来梅市政厅至今仍保留着它原始的面貌。不来梅有60%的建筑在二战中被炸毁，但不来梅市政厅和罗兰像却幸免于难，未受损伤，是欧洲中世纪后期唯一一座未受摧毁的市政厅。与市政厅建筑一起保留至今的，还有它的政治功能，不来梅市政厅是特别为了城市议会而建造的，市政厅的建筑和雕塑不仅象征着不来梅同国王和主教的关系，同时也标志着由议会实践的自我管理的政治体制，表现了当时城市议会和公民权利的觉醒。市政厅的上层起着代表城市的象征作用，而下层则供所有市民使用，当时被称为“市场人民”（Marktvolk）的市民可以直接和统治者交流，这种习俗一直沿用到了今天。
不来梅市政厅经过多次翻修，最后一次整修是在2003年。

## 世界遗产

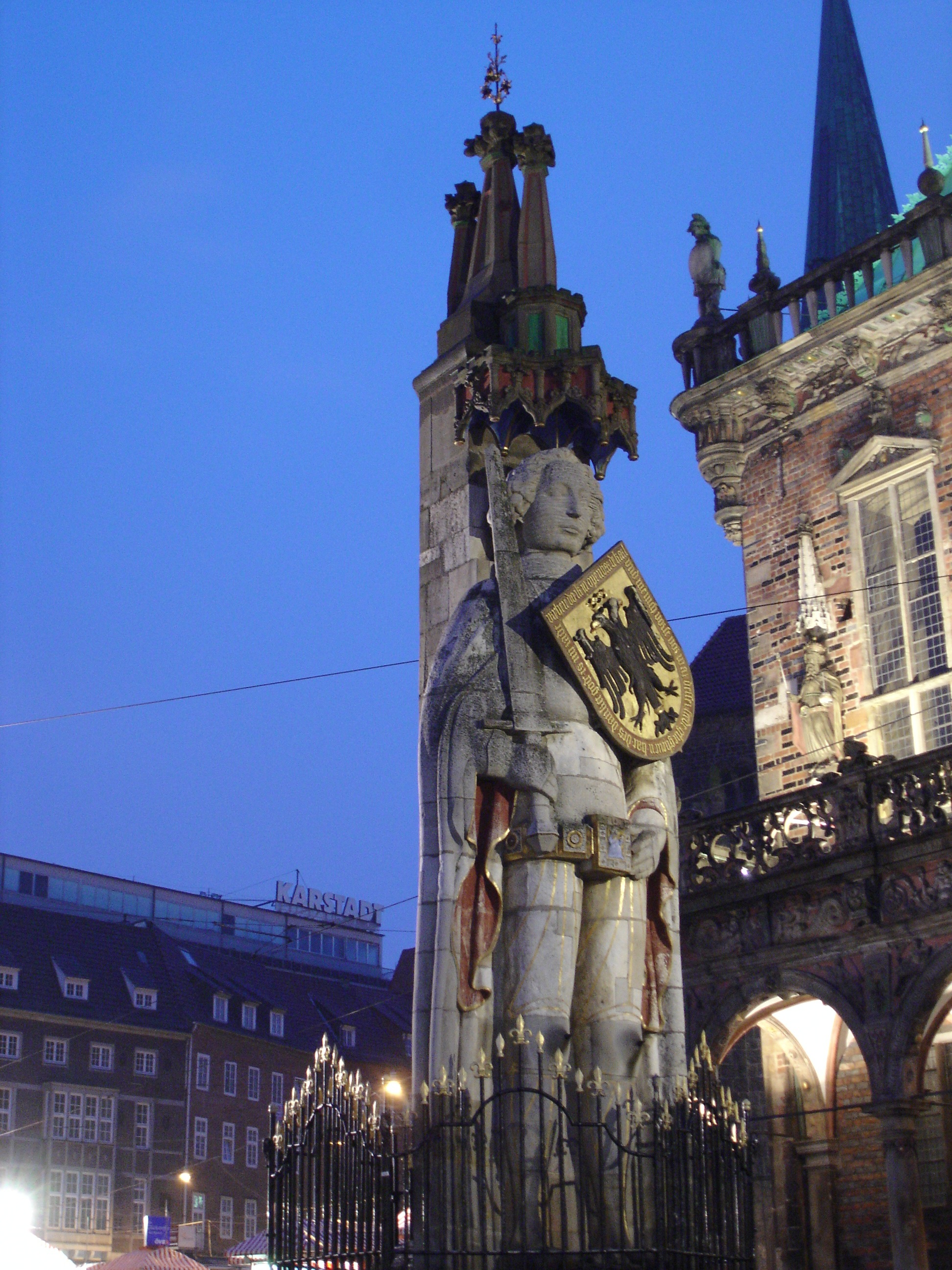
不来梅的罗兰像

2004年7月，不来梅的市政厅和罗兰像入选联合国教科文组织的世界文化遗产名录。联合国教科文组织认为，不来梅市政厅和罗兰像是神圣罗马帝国发展市民自治权和主权的有力证据，是公民自治和自由市场的杰出表現；不来梅市政厅是中世纪楼厅夹层式建筑的代表，也是德国北部威悉文艺复兴风格的范例；不来梅市政厅前的罗兰像是世界上最古老的罗兰像之一，也是最具代表性的罗兰像，象征着经济权利和市场自由，罗兰像塑造的是法兰克王国查理大帝的一位骑士罗兰的历史形象，他是法国英雄史诗和其他中世纪和文艺复兴史诗的重要题材。

## 景点

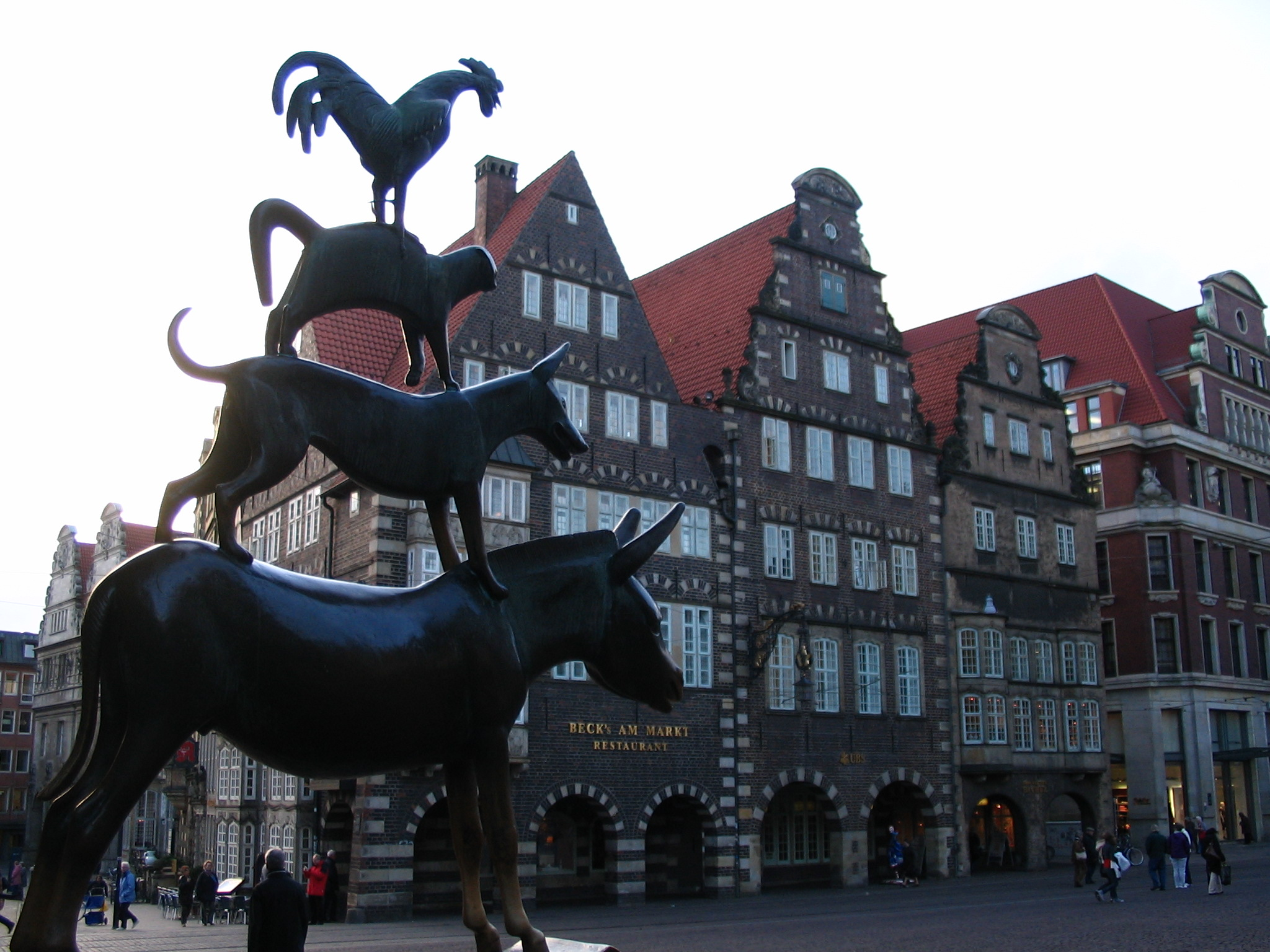
不来梅市政厅旁的“不来梅的城市乐手”雕塑

- 不来梅罗兰像
- 不来梅的城市乐手雕塑
- 不来梅酒窖等